# Panama Papers

Země s politiky, veřejně aktivními osobami nebo jejich blízkými, již jsou zapleteni do skandálu.

Panama Papers (Panamské dokumenty) je označení pro únik 11,5 milionu tajných dokumentů z panamské společnosti Mossack Fonseca, která se specializovala na korporátní klientelu. V dokumentech jsou detailní informace o více než 214 000 offshorových firmách a jejich vlastnické struktuře. Mezi jmény se nachází čtyři hlavy států, jde o Argentinu, Saúdskou Arábii, Ukrajinu a Spojené arabské emiráty, premiéra Islandu a dále blízcí příbuzní nejvyšších představitelů dalších 40 zemí včetně Brazílie, Číny, Francie, Indie, Malajsie, Mexika, Malty, Pákistánu, Ruska, Jihoafrické republiky, Španělska, Sýrie a Spojeného království.
Dokumenty, o velikosti 2,6 terabajtu dat a vznikající od 70. let 20. století, byly anonymním zdrojem („John Doe“) v roce 2015 předány Bastianu Obermayerovi a Frederiku Obermaierovi, novinářům, kteří tehdy pracovali pro německé noviny Süddeutsche Zeitung, a Mezinárodnímu konsorciu investigativních novinářů (ICIJ). Data byla rozeslána 400 novinářům ze 107 mediálních agentur z více než 80 zemí. První novinový článek na toto téma vyšel 3. dubna 2016, spolu se 149 uniklými dokumenty. 6. května 2016 vydalo ICIJ manifest o 1800 slovech podepsaný Johnem Doem. 9. května 2016 zveřejnilo ICIJ databázi se základními informacemi o osobách (např. akcionářích, vlastnících, vedoucích zaměstnancích atd.) a firmách (např. obchodních zprostředkovatelích) spojenými se zmíněnými offshorovými společnostmi.
V roce 2017 vydal John Doe německé vládě dokumenty, které vedly k vydání mezinárodního zatykače v roce 2020 na zakladatele firmy Jürgena Mossacka a Ramóna Fonsecu za spoluúčast na daňových únicích a zakládání nelegálních organizací.

## Okolnosti

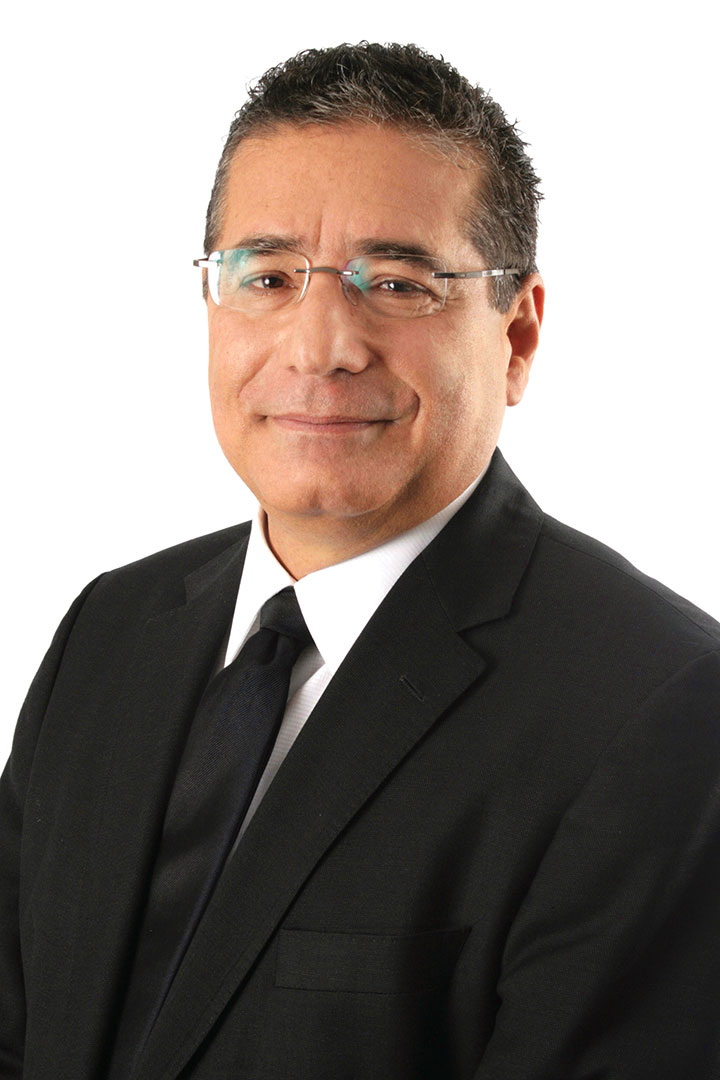
Ramón Fonseca

Mossack Fonseca je panamská právní firma, poskytující služby korporátní klientele, kterou založili roku 1977 Jürgen Mossack a Ramón Fonseca. Firma se specializovala na obchodní právo, trustové služby, poradenství pro investory a mezinárodní obchodní struktury. Do portfolia služeb patřili též ochrana duševního vlastnictví a služby námořního práva.Podle článku z časopisu Economist z roku 2012 se jednalo o lídra v zemi jejího působení. Společnost měla přes 500 zaměstnanců ve více než 40 kancelářích po celém světě. Firma jednala jménem více než 300 000 společností, které byly ve valné většině registrované ve Spojeném království nebo jím spravovaných daňových rájích. Interní memorandum odhalené v úniku Panama Papers z roku 2016 uvádí, že 95 % práce společnosti sestávalo z „krycích firem za účelem vyhnutí se daním“.
Firma spolupracovala s největšími světovými finančními společnostmi jako jsou Deutsche Bank, HSBC, Société Générale, Credit Suisse, UBS a Nordea. V únoru 2015 byla firma zapletena do vyšetřování německé vlády ohledně praní špinavých peněz a daňových úniků v Commerzbank. Ještě před únikem byla Mossack Fonseca popsána časopisem Economist jako tajnůstářský lídr v offshorování.

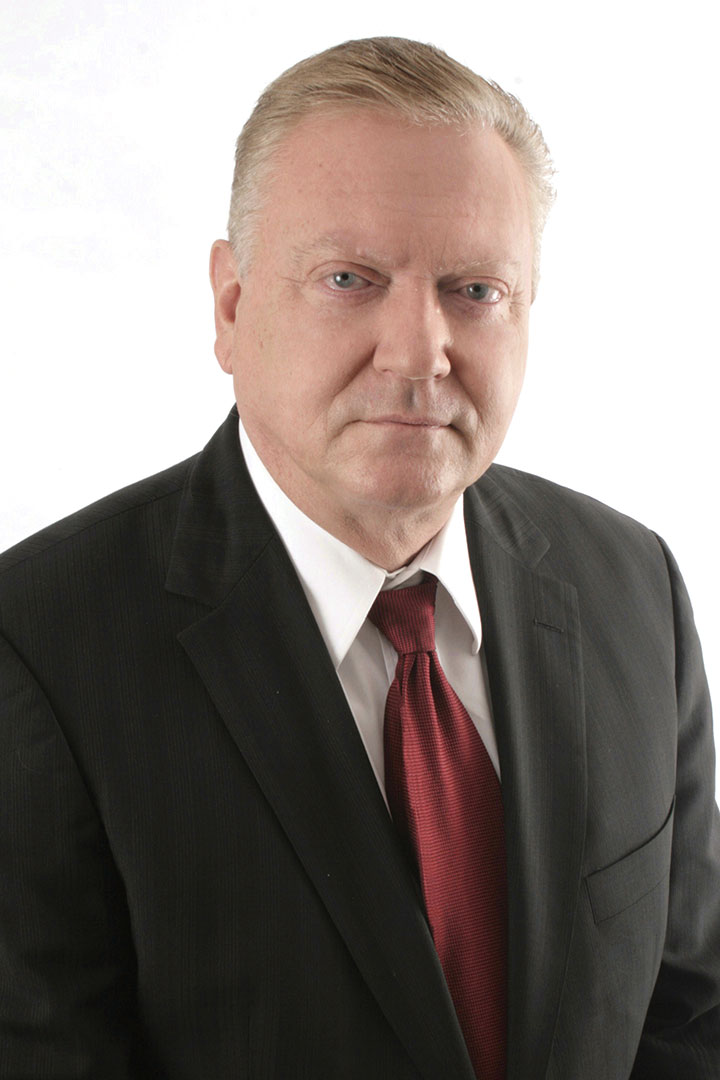
Jurgen Mossack

Článek v Australian Broadcasting Corporation fungování vysvětluje:
| „ | Používání neprůhledné vlastnické struktury a svěřeneckých účtů umožnilo klientům Mossack Fonseca v téměř naprostém utajení. Úspěch společnosti Mossack Fonseca byl dán sítí mezinárodní sítí účetních firem a prestižních bank, které si ji najímaly ke správě financí bohaté klientely. Hlavními hybateli těchto těžko kontrolovatelných daňových rájů jsou právě banky. Velké množství činnosti společnosti je zcela v souladu s právem, ovšem je to poprvé, co únik ukazuje vnitřní chod těchto institucí a náhled na možnosti, které dávají pochybným operátorům volný prostor k manévrům. | “ |

## Obsah
Únik obsahuje 11,5 milionu dokumentů vytvořených mezi 70. léty a koncem roku 2015 panamskou společností Mossack Fonseca, kterou deník The Guardian označil jako "čtvrtou největší světovou firmu zabývající se offshoringem". 2,6 terabajtů dat obsahuje informace o 214 488 subjektech spjatých s veřejně činnými osobnostmi. Dokumenty byly studovány novináři z více než 80 zemí světa. Gerard Ryle, ředitel Mezinárodního konsorcia investigativních novinářů, je přesvědčen, že jde vzhledem k rozsahu dokumentu pravděpodobně o největší únik informací o daňových rájích.

### Únik dat z Mossack Fonseca
Společnost Mossack Fonseca oznámila svým klientům 1. dubna 2016, že utrpěla e-mailový hack. Mossack Fonseca také řekl zpravodajským zdrojům, že společnost byla napadena hackery a vždy fungovala v rámci zákona.
Odborníci na bezpečnost dat však poznamenali, že společnost nešifrovala své e-maily a navíc se zdálo, že provozovala tři roky starou verzi Drupalu s několika známými zranitelnostmi. Podle Jamese Sanderse z TechRepublic, Drupal běžel na verzi Apache 2.2.15 od 6. března 2010, který ve výchozím nastavení umožňuje uživatelům prohlížet strukturu adresářů. Síťová architektura byla také ze své podstaty nejistá; e-mailové a webové servery nebyly z klientské databáze žádným způsobem segmentovány. Některé zprávy také naznačují, že na některých částech webu mohl běžet WordPress s neaktuální verzí Slider Revolution, pluginu, jehož dříve oznámené zranitelnosti jsou dobře zdokumentovány. Etický hacker jménem 1×0123 12. dubna oznámil, že redakční systém Mossack Fonseca nebyl zabezpečen před SQL injection, známým vektorem útoků na databázi, a že díky tomu mohl získat přístup k databázi zákazníků.
Dle počítačových expertů že klientský přihlašovací portál Mossack Fonseca provozuje čtyři různé vládní trojské koně pro vzdálený přístup (RAT). Kubecka potvrdil, že stále existuje řada kritických zranitelností, příliš mnoho otevřených portů v jejich infrastruktuře a internetový přístup k jejich archivnímu serveru kvůli slabému zabezpečení.
Gerard Ryle, ředitel ICIJ, označil únik informací za „pravděpodobně největší ránu, jakou kdy offshore svět utrpěl kvůli rozsahu dokumentů“.[85] Edward Snowden popsal zveřejnění ve zprávě na Twitteru jako „největší únik v historii datové žurnalistiky“. ICIJ také uvedl, že únik byl „pravděpodobně jedním z nejvýbušnějších [úniků vnitřních informací v historii] v povaze jeho odhalení“.
„Toto je jedinečná příležitost otestovat účinnost leaktivismu,“ řekl Micah White, spoluzakladatel Occupy, „... Panama Papers jsou rozebírány prostřednictvím bezprecedentní spolupráce mezi stovkami vysoce důvěryhodných mezinárodních novinářů, kteří pracovali tajně. na rok. Toto je celosvětová profesionalizace leaktivismu. Dny amatérismu WikiLeaks jsou pryč.“
Mluvčí WikiLeaks Kristinn Hrafnsson, islandská investigativní novinářka, která pracovala na Cablegate v roce 2010, uvedla, že zadržování některých dokumentů po určitou dobu maximalizuje dopad úniku, ale nakonec vyzvala k úplnému online zveřejnění Panama Papers. Tweet z WikiLeaks kritizoval rozhodnutí ICIJ nezveřejnit vše z etických důvodů: „Pokud cenzurujete více než 99 % dokumentů, zabýváte se z definice 1 % žurnalistiky.“

### Lidé

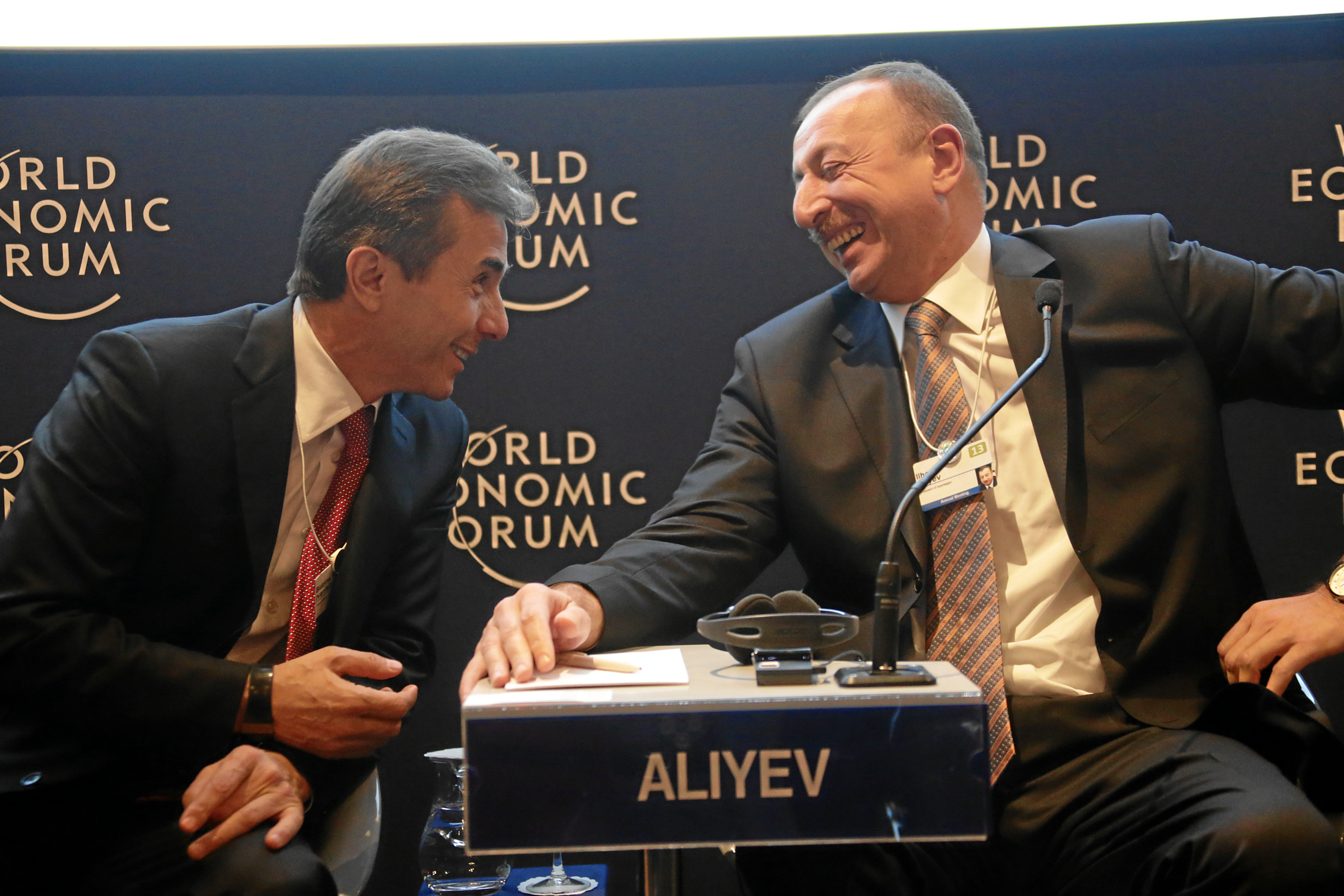
Bývalý gruzínský premiér Bidzina Ivanišvili a ázerbájdžánský prezident Ilham Alijev byli oba zmíněni v souvislosti s Panamskými dokumenty

První zprávy ukázaly na finanční a mocenské navázání mezi různými politiky a jejich rodinnými příslušníky. Například argentinský prezident Mauricio Macri byl veden jako ředitel bahamské obchodní společnosti, kterou však neuvedl během své služby jako starosta Buenos Aires. The Guardian informoval o střetu zájmů mezi členy etické komise FIFA a jejím bývalým viceprezidentem Eugenio Figueredo.
Mezi jmenovanými hlavami států se nacházeli prezident Argentiny Mauricio Macri, Chalífa bin Saíd Ál Nahján ze Spojených arabských emirátů, ukrajinský prezident Petro Porošenko a král Saúdské Arábie Salmán bin Abd al-Azíz. Z dalších politiků byl zmíněn premiér Islandu Sigmundur Davíð Gunnlaugsson. Z dřívějších vysokých ústavních činitelů se v seznamu vyskytli například bývalý premiér Gruzie Bidzina Ivanišvili, Iráku Ajád Aláví, Jordánska Ali Abu al-Ragheb, Kataru Hamad bin Jassim bin Jaber Al Thani a Ukrajiny Pavlo Lazarenko, stejně jako bývalý súdánský prezident Ahmed al-Mirghani a katarský emír Hamád Ibn Chalífa al-Sání.
Ukrajinský prezident Petro Porošenko slíbil před volbami v roce 2014 prodat svou firmu na cukrovinky, Roshen, ovšem místo toho přesunul své podnikání do offshorového centra na Britských Panenských ostrovech a tím ušetřil milióny na daních, které by odvedl na Ukrajině.
V seznamu se objevili vládní úředníci a blízcí příbuzní či přátelé vysokých politiků z více než 40 různých zemí, mezi kterými je Alžírsko, Angola, Argentina, Ázerbájdžán, Botswana, Brazílie, Kambodža, Čile, Čína, Demokratická republika Kongo, Republika Kongo, Ekvádor, Egypt, Francie, Ghana, Řecko, Guinea, Honduras, Maďarsko, Island, Indie, Izrael, Itálie, Pobřeží slonoviny, Kazachstán, Keňa, Malajsie, Mexiko, Maroko, Malta, Nigérie, Pákistán, Panama, Peru, Polsko, Rusko, Rwanda, Saúdská Arábie, Senegal, Jihoafrická republika, Španělsko, Sýrie, Tchaj-wan, Spojené království, Venezuela a Zambie. Přestože první zprávy hovořily o neúčasti občanů USA ve skandálu, ukázal se tento předpoklad jako mylný.
V uniklých dokumentech bylo identifikováno 61 rodinných příslušníků a společníků premiérů, prezidentů a králů. včetně švagra čínského prezidenta Si Ťin-pchinga, Jde například o otce britského premiéra Davida Camerona, syna malajsijského premiéra Najiba Razaka, děti pákistánského premiéra Naváze Šarífa, a "oblíbeného kontraktora" mexického prezidenta Enrique Peña Nieto.
Nikde v dokumentech se neobjevilo jméno Vladimira Putina, ovšem The Guardian publikoval rozsáhlý článek o jeho třech přátelích, jejichž úspěch by údajně nebyl možný bez jeho ochrany. Například jeho nejlepší přítel, Sergej Roldugin, který se prezentoval jako čelista a nikoliv jako podnikatel, kontroloval majetek o hodnotě minimálně 100 miliónů dolarů, pravděpodobně však více.

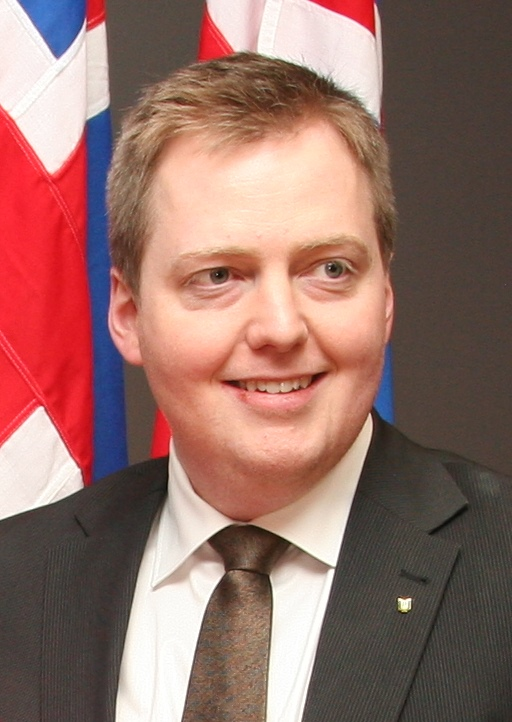
Islandský premiér Sigmundur Davíð Gunnlaugsson, který v důsledku kauzy 5. dubna 2016 rezignoval

Data ukázala nepřiznané majetkové zájmy, které měl islandský premiér Sigmundur Davíð Gunnlaugsson v krachujících bankách jeho země, schované za firmu z daňového ráje. On a jeho žena koupili v roce 2007 společnost Wintris Inc. přes Mossack Fonseca od lucemburské pobočky upadající banky Landsbanki, jedné ze tří největších na Islandu. Své zájmy při uvedení do parlamentu v roce 2009 však neuvedl a prodal svůj poloviční podíl své ženě o měsíc později za symbolický jeden dolar. Na Islandu sílily hlasy po jeho rezignaci, což on sám původně odmítl, neboť informace obsažené v Panama Papers podle něj neobsahovaly žádnou novou informaci. Podle něj neporušil žádný zákon a jeho žena z celé transakce finančně neprofitovala. Dne 5. dubna 2016 po jednom z největších politických protestů v historii země měl podat demisi. Nicméně o den později tento krok zpochybnil: údajně jen dočasně předal funkci svému stranickému kolegovi. Po jednání se zástupci politických stran nakonec 6. dubna pozdě večer svou demisi potvrdil.
Mezi jmény se též nachází lidé spjatí s nejvyšším vedením světové fotbalové asociace FIFA, mezi jinými bývalý prezident CONMEBOL Eugenio Figueredo, bývalý prezident UEFA Michel Platini, bývalý generální tajemník FIFA Jérôme Valcke či známý argentinský hráč Lionel Messi.
Podle deníku The Indian Express jsou s kauzou spjati též indický herec Amitabha Bachchana a bývalá indická Miss World Aishwarju Raiu.

### Společnosti
Firma Mossack Fonseca spravovala množství společností, vrcholu bylo dosaženo roku 2009, kdy jich řídila 80 000. V Panama Papers se objevuje přes 210 000 společností z více než 21 daňových rájů, polovina z nich má sídlo na Britských Panenských ostrovech, další v Panamě, na Bahamách, Seychelách, Niue a na Samoi. Během let firma pracovala s klienty z více než stovky zemí, ponejvíce s korporacemi z Hongkongu, Švýcarska, Spojeného království, Lucemburska, Panamy a Kypru. Mossack Fonseca spolupracovala s více než 14 000 bankami, právními firmami, poradenskými firmami a dalšími subjekty na zakládání firem a nadací pro své klienty. Více než 500 bank registrovalo více než 15 600 společností skrze Mossack Fonseca, ponejvíce HSBC (spolu s pobočkami jich vytvořili více než 2300, lucemburská Dexia, J. Safra Sarasin z tamtéž, Credit Suisse z Normanských ostrovů a švýcarská UBS jich pro své klienty vytvořily každá po 500, lucemburská Nordea pak téměř 400.

## Reakce

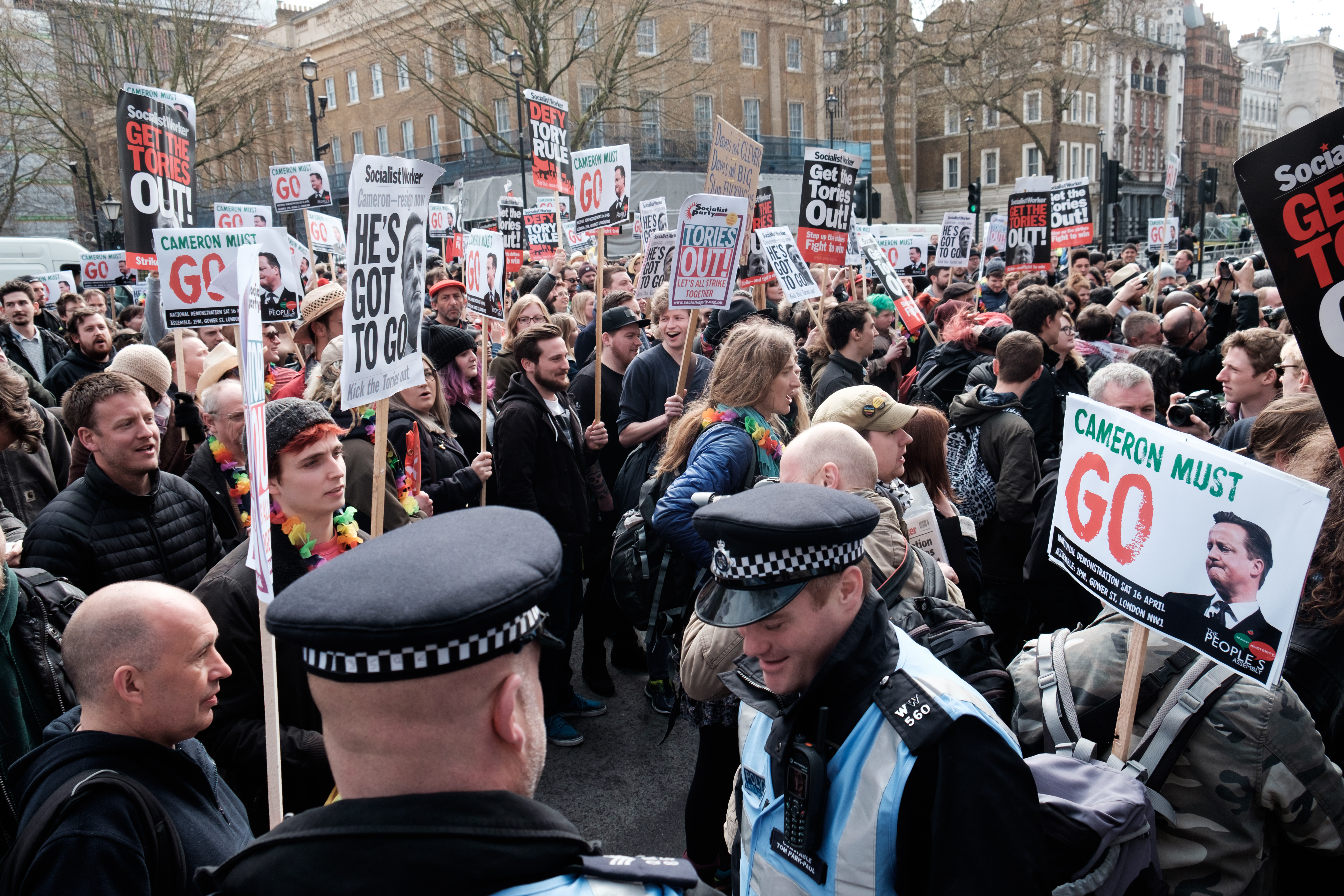
Demonstranti před sídlem premiéra v Downing Street žádají demisi Davida Camerona

Gerard Ryle, ředitel Mezinárodního konsorcia investigativních novinářů, je přesvědčen, že se „jedná pravděpodobně o největší únik ze světa daňových rájů vzhledem k rozsahu dokumentů“. Edward Snowden jej na Twitteru popsal jako největší datový únik v historii žurnalistiky.

### Mossack Fonseca
Odpověď na dotaz, který položil The Miami Herald a ICIJ společnosti Mossack Fonseca, „neobsahuje žádnou specifickou odpověď na selhání, která odhalili reportéři“. Vyjádření firmy Mossack Fonseca obsahuje tvrzení, že:
- jde o jednu z mnoha firem specializující se na offshoring
- je zodpovědným členem mezinárodní finanční a obchodní komunity
- lituje zneužívání svých služeb a hodlá je rychle napravit
- dosahuje všech potřebných předpokladů
- pracuje převážně pro právní firmy, banky a ostatní instituce, nikoliv pro jednotlivce
- mnoho lidí zmiňovaných v úniku není jejími klienty

Navíc hrozí žalobou všem vydavatelům novin, kteří „nedovoleně přistupovali k jejich chráněným dokumentům a informacím získaných z jejich společností a kteří je prezentují a interpretují mimo kontext“.

### Klienti
Islandský premiér Sigmundur Davíð Gunnlaugsson během interview v době úniku obvinil novináře ze zásahu do svého soukromí a do soukromí jeho ženy a naléhal na právní kroky vůči nim. Po tlaku na jeho odvolání podal 5. dubna 2016 demisi.
Mluvčí HSBC označil únik jako „historický, kdy některá data jsou 20 let stará a předcházela velké reformy v činnosti, které proběhly v posledních několika letech“.

### Oficiální reakce a vyšetřování
- Australský daňový úřad následně oznámil vyšetřování 800 australských daňových poplatníků, kteří byli klienty Mossack Fonseca a mohli by případně být obviněni.[58]
- Francouzský finanční prokurátor otevřel vyšetřování a prezident François Hollande prohlásil, že lidé vyhýbající se placení daní budou hnáni před soud a potrestáni.[59]
- Indické celebrity jako například Amitabh Bachchan či Aishwarya Rai Bachchan jsou zmiňováni v úniku. Indický premiér Narendra Modi nařídil vyšetření.[60]
- Novozélandské Inland Revenue Department se snaží získat detailnější informace o občanech, kteří byli svázáni s aktivitami Mossack Fonseca.[61]
- Mluvčí britského daňového úřadu, Jennie Granger, prohlásila, že obdržela „velké množství informací o offshorových společnostech, mimo jiné z Panamy, z velkého množství zdrojů, které jsou v současnosti předmětem intenzivního vyšetřování“. Také prohlásila, že ICIJ byla požádána o sdílení veškerých dat.[24][62]
- Švédský finanční úřad uvedl, že zahájí vyšetřování aktivit banky Nordea, jedné z největších finančních institucí v severských státech poté, co vyšlo najevo, že lucemburská pobočka firmy pomáhala vytvořit 400 offshorových firem pro své klienty.[63][17]
- Po zveřejnění možného daňového úniku Ukrajinského prezidenta Petra Porošenka navrhl Oleh Ljaško, předseda Radikální strany Oleha Ljaška, obžalobu prezidenta.[38] Skandál rozdmýchal měsíce trvající tahanice mezi Porošenkovým Blokem a Lidovou frontou Arsenija Jaceňuka, ve které se obě strany vzájemně obviňují z korupce.[38]

### Čínská cenzura

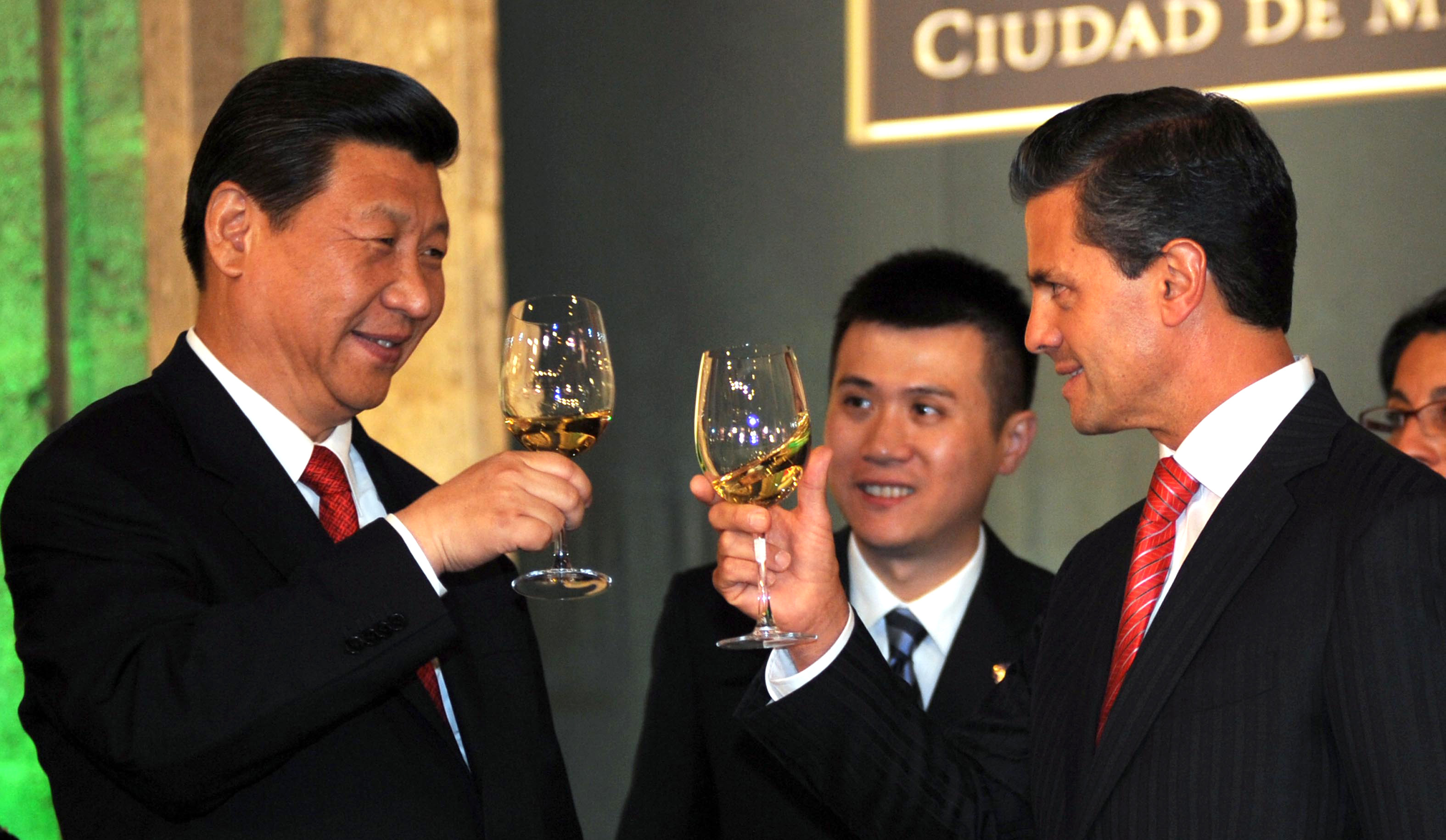
Čínský prezident Si Ťin-pching a mexický prezident Enrique Peña Nieto

V uniklých Panamských dokumentech byl identifikován i švagr čínského prezidenta Si Ťin-pchinga. Čínský prezident po svém nástupu k moci v roce 2013 spustil masivní protikorupční kampaň, v jejímž rámci bylo potrestáno více než 300 000 stranických funkcionářů, čímž si získal mnoho nepřátel, proto ho některá odhalení v Panamských dokumentech postavila do nepříjemné situace. Čínská vláda po zveřejnění Panamských dokumentů cenzurovala v čínských médiích i na internetu veškerá odhalení, která se týkají rodiny Si Ťin-pchinga a rodin několika dalších vysoce postavených členů čínské komunistické strany.

### Návrat financí do státních rozpočtů
Podle Českého centra pro investigativní žurnalistiku bylo k roku 2021 díky zveřejnění Panamských dokumentů vráceno do státních rozpočtů 1,36 miliardy dolarů, největší částka se týkaly Spojeného království, Německa a Španělska. Do rozpočtu České republiky takto přibylo 807 milionů Kč.

## Soudní proces
V dubnu 2024 začal v Panamě v kauze soudní proces. Obžalováno v něm bylo 27 osob.

## Česká stopa v Panama Papers

### Působení v České republice
Podle české pobočky protikorupční organizace Transparency International (TI) v Česku v minulosti působila společnost s ručením omezeným Mossack Fonseca & Co. CZ. Její dva zakladatelé působili v řadě firem vlastněných společností WPB Holding. V portfoliu tohoto holdingu končily vlastnické vazby dvou firem, díky kterým vznikla řada anonymních firem v daňových rájích, které v korupčních kauzách sloužily k zakrytí finančních toků.
Čeští partneři firmy Mossack Fonseca mají v celém schématu důležitou roli – přes 250 000 dokumentů se týká českých klientů – a mezi nimi lidé stíhaní i odsouzení za finanční kriminalitu, lidé napojení na politické kmotry, obchodníci s diamanty nebo lidé spojovaní s největšími korupčními a privatizačními skandály posledních let.
Protikorupční organizace v této souvislosti zmínila dodávky SMS jízdenek pro pražský dopravní podnik nebo služeb informačních technologií pro Lesy České republiky. Anonymní firmy a prázdné schránky v zámořských daňových rájích sloužící k zakrytí přesunů peněz v řadě tuzemských korupčních kauz vznikaly díky firmám Nordic Victory a Braxton Invest, uvedla Transparency International.

### České osobnosti a podnikatelé zmíněné v kauze Panama Papers
Celkem v dokumentech Panama Papers figuruje 283 osob s vazbami na Česko, které drží akcie jedné nebo více společností zřízených firmou Mossack Fonseca, z toho čtyřicet se skrývá za (anonymní) akcie na doručitele. Nejčastější sídla pro své společnosti jsou vyhledávány: Seychely, Britské Panenské ostrovy, Bahamy nebo tichomořské ostrovy Samoa a Niue
K nejznámějším osobnostem a podnikatelům na seznamech patří:
- Petr Kellner[73]
- Daniel Křetinský[74]
- Tomáš Quis: Zbrojař vyrábí ve společnosti Czech Small Arms malé střelné zbraně a je držitelem hned několika patentů, které se střelných zbraní týkají.
- Tomáš Nebeský: Český zbrojař spojovaný s vytunelováním fondu Tercier je vlastníkem společnosti Sellier & Bellot zaměřené na výrobu munice.
- Petr Speychal: Majitel hokejové Sparty a strojíren ČKD údajně vlastní firmy v daňových rájích spolu se svými obchodními partnery Janem Kutišem a Petrem Gregorem. Pro podezření z krácení daní a vystavování falešných faktur všechny tři muže vyslýchala v roce 2015 česká policie.[71]

## John Doe
Anonymní whistleblower si zvolil pseudonym „John Doe.“ Jeho jméno, národnost, pohlaví, ani jak se k dokumentům dostal, dosud není známo. V manifestu zveřejněného v květnu 2016 skrz ICIJ napsal: „Nepracuji, ani jsem nikdy nepracoval, pro žádnou vládu ani žádné bezpečnostní služby, a to ani přímo, ani na zakázku.“ Jediné, co je o jeho profesním životě známo, pochází z interview pro Der Spiegel 22 července 2022, ve kterém zmínil, že měl „přístup k datům když byl u Mossack Fonseca“ (v orig. „data available to me at Mossack Fonseca“).

Před zahájením kontaktu s Bastian Obermayerem a Frederikem Obermaierem, kteří pracovali pro Suddeutsche Zeitung, John Doe kontaktoval několik „editorů pracujících pro významné mediální organizace,“ které se ale „rozhodli o nich nic nenapsat.“
| „ | Smutné je, že mezi nejpřednějšími a nejschopnějšími mediálními organizacemi nebyl nikdo, kdo by měl o [Panamské dokumenty] zájem. | “ |

Opakovaně se pokoušel spojit se s Wikileaks skrz jejich oznamovací linku, avšak neúspěšně. Ve svém manifestu toto označil jako „selhání médií,“ které je podle něj způsobeno tím, že „pro miliardáře patrně představuje vlastnictví novinářských organizací nový koníček, čímž omezují zpravodajství o bohatých, a seriózním investigativním žurnalistům chybí financování.“
V roce 2014 se John Doe spojil s Bastianem Obermayerem anonymní zprávou: „Zdravím. Tady John Doe. Máte zájem o data?“ Poté, co Obermayer odpověděl „Máme velký zájem,“ nabídl John Doe data předat, ale s několika podmínkami: „Můj život je v ohrožení. Budeme mluvit pouze skrz zašifrované soubory. Žádná setkání, nikdy.“ Když se ho Obermayer zeptal, co ho motivovalo data sdílet, odpověděl: „Chci tyto zločiny zveřejnit.“
Následující předání dat označil John Doe v rozhovoru pro Der Spiegel jako dny „kdy [si] připadal, jako [by] se díval do hlavně nabité zbraně.“
Když po ročním zkoumání Panamských dokumentů došlo k jejich zveřejnění, John Doe to považoval za „Doslovn[ou] informační bomb[u]. Nic takového jsem předtím nezažil.“ Když se ho Der Spiegel zeptal, jak osobně reagoval v den zveřejnění, John Doe odpověděl, že se „snažil chovat se, jako [by] se o tom právě dozvěděl."
V letech 2016-2022 se John Doe k Panamským dokumentům vyjádřil pouze prostřednictvím manifesta Revoluce bude digitalizovaná (v orig. The Revolution Will Be Digitized) vydaného 6. května 2016. Poté, co se ICIJ ujistilo, že opravdu jde o původního whistleblowera, zveřejnila celý text na svých stránkách.
V tomto manifestu objasnil, co ho motivovalo ke zveřejnění Panamských dokumentů. Zmínil 3 hlavní důvody: zločiny, která Mossack Fonseca páchala, rostoucí počet daňových rájů a celosvětovou nerovnost. Věřil, že „zakladatelé, zaměstnanci a klienti [společnosti Mossack Fonseca] by měli nést odpovědnost za jejich podíl na těchto zločinech, z nichž ne všechny byly zatím zveřejněny.“ Podle Johna Doea „bude trvat roky, možná desetiletí, než se veřejnost dozví o celém rozsahu podlých činů [společnosti Mossack Fonseca].” Jeho dalším cílem bylo zvýšit povědomí o neschopnosti „výkonných, zákonodárných i soudních orgánů všech zemí jakkoli řešit vznikající daňové ráje.“ Apeloval hlavně na USA, aby Kongres „vynutil transparentnost vytvořením pravidel pro zveřejňování [korporátních informací],“ a na Spojené království, aby „ukončila finanční tajemství na svých ostrovních teritoriích, které představují základní kámen mezinárodní institucionální korupce.“ Zatřetí, chtěl poukázat na rostoucí celosvětovou příjmovou nerovnost, kvůli níž vzniká „nový systém, který stále nazýváme Kapitalismus, i když jde de facto o ekonomické otroctví.“ V tomto ohledu kritizoval také právnickou profesi: „Ti, kteří mohou zaplatit nejvíc, si vždycky najdou právníka, aby dosáhli toho, čeho chtějí, ať už jde o právníka u Mossack Fonseci nebo u jiné společnosti, o které nevíme.“ Vyčítal velkým právním kancelářím, že spolupracovali s Mossack Fonsecou, a to i přes „opakované pokuty a zdokumentované porušování regulací.“
Dále John Doe vyslovil podporu pro ostatní whistleblowery, konkrétně Edwarda Snowdena, který vynesl informace o utajovaném sledování prováděném americkou NSA,  Bradleyho Birkenfielda, bankéře zodpovědného za únik dat ve spojení s bankou UBS, a Antoinea Deltoureho, hlavního zdroje Luxembourg Leaks. Litoval, že přes jejich zásluhy pro veřejné dobro jsou stíháni nebo jinak sankciováni (Snowden je nucen žít v exilu v Rusku, Birkenfield byl na dva roky vězněn v USA, Deltour byl v Lucembursku soudně stíhán).
John Doe ve svém manifestu vyjádřil svou ochotu „spolupracovat s orgány na vymáhání práva v míře, v jaké [je] schopen.“
V roce 2017 vydal anonymní zdroj německé vládě velké množství dokumentů ze společnosti Mossack Fonseca. John Doe v interview pro Der Spiegel o 5 let později tvrdil, že tímto anonymním zdrojem byl on. I přesto, že ho německá vláda „ujišťovala, že [on] i [jeho] rodina budou v bezpečí,“ tento slib „brzy poté“ porušila. Německá vláda mu poskytla pouze „nízkou úroveň ochrany,“ „nedodržela finanční dohodu, na které [se] dohodli, což vedlo k dalším problémům, které ohrozily [jeho] bezpečí,“ a německá federální policie „opakovaně odmítala analyzovat další data týkající se offshorových společností, která nebyla zahrnuta v Panamských dokumentech.“ Bližší informace o jeho spolupráci s německou vládou v interview pro Der Spiegel nezmínil.
Kromě chování německé vlády k němu samému, měl také výhrady s tím, jak s daty německá vláda pracovala. Vadilo mu, že se „příliš soustředí na jachty,“ přestože dle něho záleží hlavně na offshorových společnostech a trustech.
22. července 2022 se John Doe rozhodl poskytnout Der Spiegel (pro který v té Bastian Obermayer pracoval) interview, ve kterém se vyjádřil k vývoji situace Panamských dokumentů do té doby. Dále objasnil důvody, proč vyjma svého manifesta s veřejností nijak nekomunikoval. Motivoval ho strach o bezpečí sebe a své rodiny, také nechtěl, aby se jeho slova „ztratila mezi tweety Donalda Trumpa.“ Přes tyto důvody se rozhodl interview podstoupit, protože ho znepokojoval „vzestup fašismu a autoritářství od Číny, po Rusko, Brazílii, Filipíny, ale hlavně až po Spojené státy.“ Podle něho jsou daňové ráje a krycí společnosti autokratickými režimy hojně využívány. Konkrétně zmiňuje, že „to jsou právě krycí společnosti financující ruskou armádu, které zabíjí nevinné civilisty na Ukrajině, když Putinovy hlavice střílí na nákupní centra.“

## Panama Papers v literatuře a filmu
Prací automat – film vychází z knihy Tajný svět (Secrecy World) o skandálu Panama Papers od autora Jakea Bernsteina, držitele Pulitzerovy ceny.
V oblasti literatury, zabývající se kauzou Panama Papers, se k nejznámějším řadí tituly:
- The Panama Papers: Breaking the Story of How the Rich and Powerful Hide Their Money.
- Tajný svět (Secrecy World)